# Mario Maresca
Mario Barzago, meglio conosciuto come Mario Maresca (Roma, 1887 – Savona, 9 gennaio 1963), è stato un attore italiano.

## Biografia
Attore di teatro, alla fine degli anni venti del novecento fece il suo esordio nel cinema muto nel film Tanis, la sfinge d’oro, diretto da Giuseppe De Liguoro.
Successivamente con l'avvento del sonoro passò alla commedia, venendo diretto tra gli altri da Steno, Guido Brignone e Antonio Pietrangeli fino al 1961. In teatro recitò più volte al Piccolo Teatro di Milano e fece parte delle compagnie di Gino Cervi e Peppino De Filippo.
Sposò l’attrice Isa Querio con cui recitò in alcuni spettacoli teatrali. Morì sul palco del Teatro Astor di Savona, colpito da infarto durante il primo atto della commedia di Max Fischer Andorra.

## Filmografia
- Tanis, la sfinge d’oro, regia di Giuseppe De Liguoro (1929)
- L'aria del continente, regia di Gennaro Righelli (1935)
- Gatta ci cova, regia di Gennaro Righelli (1937)
- Lucrezia Borgia, regia di Hans Hinrich (1939)
- La pantera nera, regia di Domenico Gambino (1941)
- Teheran, regia di William Freshman e Giacomo Gentilomo (1946)
- Il barone Carlo Mazza, regia di Guido Brignone (1948)
- Totò e i re di Roma, regia di Steno, Mario Monicelli (1951)
- Non è vero... ma ci credo!, regia di Sergio Grieco (1952)
- Un giorno in pretura, regia di Steno (1953)
- Papà Pacifico, regia di Guido Brignone (1954)
- Bravissimo, regia di Luigi Filippo D'Amico (1955)
- Piccola posta, regia di Steno (1955)
- I due compari, regia di Carlo Borghesio (1955)
- Guardia, ladro e cameriera, regia di Steno (1958)
- Totò nella luna, regia di Steno (1958)
- Umiliati e offesi, regia di Vittorio Cottafavi – serie TV (1958)
- Totò, Eva e il pennello proibito, regia di Steno (1959)
- Fantasmi a Roma, regia di Antonio Pietrangeli (1961)
- Dieci italiani per un tedesco (Via Rasella), regia di Filippo Walter Ratti (1962)